# Columbina inca
La tórtola inca (Columbina inca), también conocida como tortolita mexicana palomita inca, tórtola inca, turquita inca, tórtola cola larga, tortolita cola larga, tórtola colalarga, tortolita colilarga, conguita o coquita es una especie de ave columbiforme de la familia Columbidae. Es nativa de 
América Central (Costa Rica, El Salvador, Guatemala, Honduras, Nicaragua y ocasionalmente Belice) y América del Norte (Estados Unidos, México y ocasionalmente Canadá). Habita en matorrales y bosque degradado, granjas, poblados, parques y ciudades. Su canto sibilante y suave (Cúu-cu), es muy familiar en zonas pobladas. Es comúnmente vista en parques de grandes ciudades. Se alimenta forrajeando en el suelo en busca de gran variedad de semillas. Forman pareja y la incubación está a cargo de ambos sexos por un periodo de 15 a 16 días. No tiene subespecies reconocidas.